# 東坦帕 (佛羅里達州)
東坦帕（英語：East Tampa）是位於美國佛羅里達州希爾斯波羅縣的一個人口普查指定地區。

## 地理
東坦帕的座標為27°51′51″N 82°22′49″W / 27.86417°N 82.38028°W，而該地最高點為海拔高度3米（即11英尺）。

## 人口
根據2010年美國人口普查的數據，東坦帕的面積為5.00平方千米，當中陸地面積為5.00平方千米，而水域面積為5.00平方千米。當地共有人口500人，而人口密度為每平方千米100人。